# Linda Emond

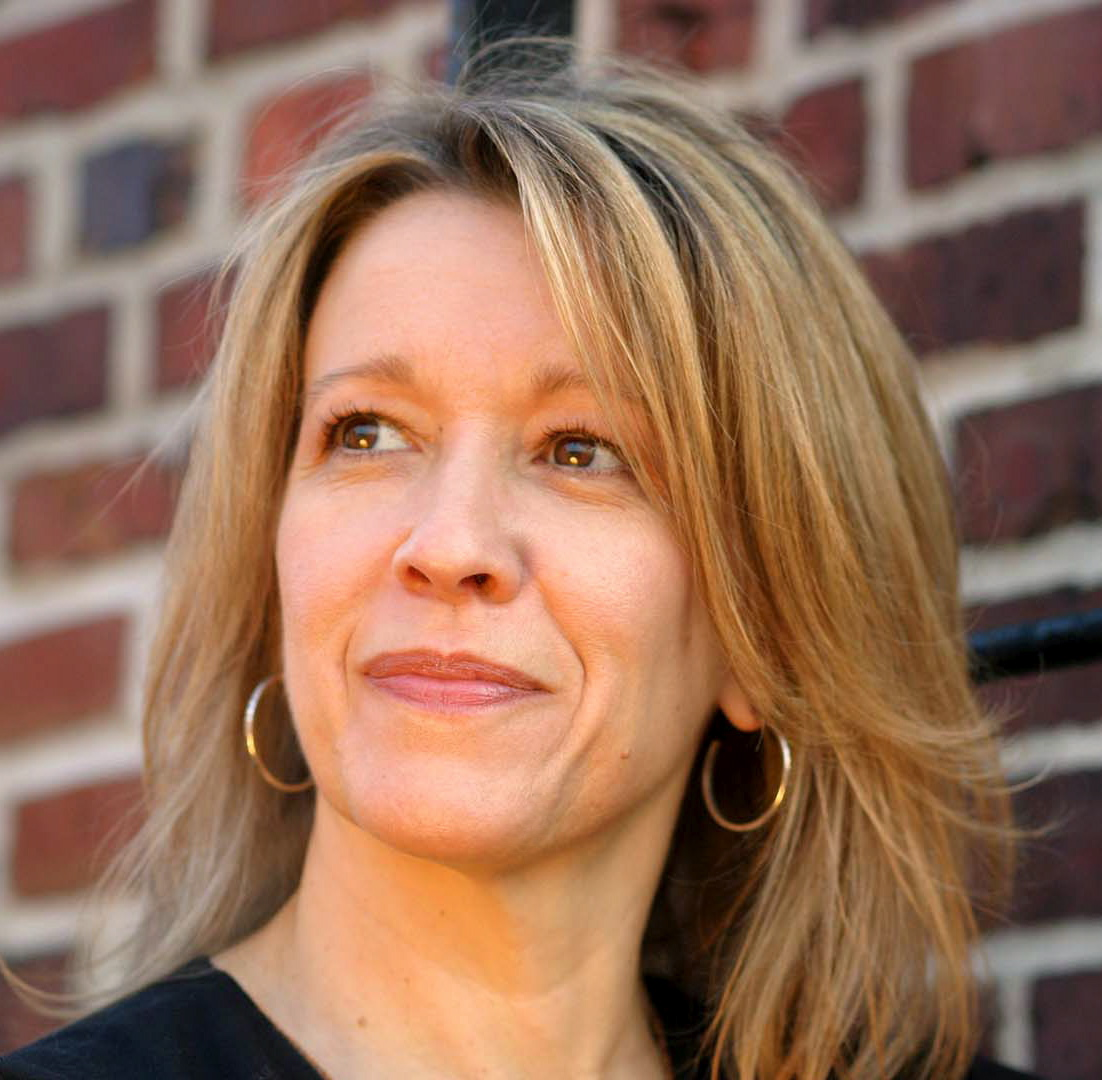
Linda Emond im Jahr 2007

Linda Emond (* 22. Mai 1959 in New Brunswick, New Jersey) ist eine US-amerikanische Schauspielerin.

## Leben und Leistungen
Emond erhielt ihre erste Filmrolle in God’s Will aus dem Jahr 1989. Im Fernsehthriller Lauras Schatten (1993) spielte sie an der Seite von Brooke Shields eine der größeren Rollen. In der Independent-Komödie Almost Salinas (2001) übernahm sie eine der Hauptrollen.
Als Theaterdarstellerin trat Emond in Chicago – wo sie fünfmal für den Jeff Award nominiert wurde – und in New York City auf. Ihre Rolle im Theaterstück Life x 3, das am Broadway im Circle in the Square Theatre aufgeführt wurde, brachte ihr im Jahr 2003 Nominierungen für den Tony Award und für den Outer Critics Circle Award ein. Für ihre Rolle in Tony Kushners Bühnenstück Homebody/Kabul wurde sie neben weiteren Preisnominierungen mit dem Obie und dem Lucille Lortel Award ausgezeichnet.
Im Filmdrama Kaltes Land (2005) trat Emond an der Seite von Charlize Theron auf. Im Filmmusical Across the Universe (2007) verkörperte sie die Mutter von Lucy Carrigan (Evan Rachel Wood). In dem Kriegsdrama Stop-Loss (2008) spielte sie an der Seite von Ryan Phillippe.

## Filmografie (Auswahl)
- 1989: God’s Will
- 1993: Lauras Schatten (I Can Make You Love Me)
- 2000: Pollock
- 2000: Die Sopranos (The Sopranos, Fernsehserie, Folge 2x05)
- 2001: Almost Salinas
- 2002: City by the Sea
- 2004–2014, 2022: Law & Order: Special Victims Unit (Fernsehserie, acht Folgen)
- 2005: The Dying Gaul
- 2005: Dark Water – Dunkle Wasser (Dark Water)
- 2005: Kaltes Land (North Country)
- 2007: Trade – Willkommen in Amerika (Trade)
- 2007: Across the Universe
- 2008: Stop-Loss
- 2009: Julie & Julia
- 2010–2012: Good Wife (The Good Wife, Fernsehserie, drei Folgen)
- 2013: Oldboy
- 2015: Jenny’s Wedding
- 2015: The Knick (Fernsehserie, drei Folgen)
- 2015: Alle Farben des Lebens (About Ray)
- 2015–2019: Madam Secretary (Fernsehserie, vier Folgen)
- 2016: Empörung (Indignation)
- 2016: The Blacklist (Fernsehserien, Folgen 4x07–4x08)
- 2017: The Big Sick
- 2017: Song to Song
- 2017: Sea Oak (Fernsehfilm)
- 2018: The Professor (Richard Says Goodbye)
- 2018–2019: Lodge 49 (Fernsehserie, 20 Folgen)
- 2019: Gemini Man
- 2021: The Unforgivable
- 2022: Causeway
- 2022: The Patient (Miniserie, neun Folgen)
- 2023: Only Murders in the Building (Fernsehserie, sechs Folgen)
- 2024: Threshold (Kurzfilm)
- 2024: Death and Other Details (Fernsehserie, zehn Folgen)